# Marko Rajamäki
Marko Rajamäki (Göteborg, 3 de outubro de 1968) é um ex-futebolista e treinador profissional finlandês.